# كولين سالمون
كولين سالمون (بالإنجليزية: Colin Salmon)‏ هو ممثل بريطاني، ولد في 6 ديسمبر 1962 في المملكة المتحدة. بدأ مشواره المهني سنة 1988.

## أعمال

### أفلام
- (1997) الغد لا يموت[5][6][7]
- (1999) العالم ليس كافيا[8][9]
- (2002) ريزدنت إيفل[10]
- (2002) مت في يوم آخر[11][12][13]
- (2004) المفترس ضد ألين[14][15][16][17]
- (2005) نقطة المباراة[18][19]
- (2008)  منطقة حرب
- (2008) المهمة المصرفية[20]
- (2012)  الجزاء[21]
- (2015) المجرم
- (2016)  الفصل الأخير[22][23][24]
- (2016) سقوط لندن[25][26]
- (2018) محركات قاتلة[27]

### مسلسلات
- السهم

## وصلات خارجية
- كولين سالمون على موقع IMDb (الإنجليزية)
- كولين سالمون على موقع ميتاكريتيك (الإنجليزية)
- كولين سالمون على موقع روتن توميتوز (الإنجليزية)
- كولين سالمون على موقع ألو سيني (الفرنسية)
- كولين سالمون على موقع ميوزك برينز (الإنجليزية)
- كولين سالمون على موقع أول موفي (الإنجليزية)
- كولين سالمون على موقع قاعدة بيانات الأفلام السويدية (السويدية)
- كولين سالمون على موقع إن إن دي بي (الإنجليزية)
- كولين سالمون على موقع قاعدة بيانات الفيلم (الإنجليزية)
- كولين سالمون على موقع كينوبويسك (الروسية)